# Valentin Postlmayr

Valentin Postlmayr (2016)

Valentin Postlmayr (* 2. Februar 1993 in Wels) ist ein österreichischer Schauspieler.

## Leben
Valentin Postlmayr studierte ab 2013 gemeinsam mit Maresi Riegner Schauspiel an der damaligen Konservatorium Wien Privatuniversität (ab 2015 Musik und Kunst Privatuniversität der Stadt Wien), das Studium schloss er 2017 mit Auszeichnung ab. Rollenunterricht erhielt er unter anderem bei Katja Jung und Markus Meyer, Unterricht im Camera acting beispielsweise bei Thomas Benesch und Susi Stach. Während des Studiums spielte er 2015 in Liebe und Krieg am Dschungel Wien unter der Regie von Markus Felkel und 2016 am Akademietheater unter Carolin Pienkos in Coriolan. Mit Maresi Riegner hat er eine gemeinsame Tochter.

### Theater
2017 stand er am Wiener Volkstheater in einer Inszenierung von Felix Hafner in der Nestroy-Posse Höllenangst als Diener Johann auf der Bühne, am Schauspielhaus Wien spielte er die Titelrolle in der Kohlhaas-Paraphrase kolhaaz (wir sind überall). 2018/19 war er am Akademietheater, am Kasino am Schwarzenbergplatz und am Vestibül des Burgtheaters in verschiedenen Rollen zu erleben. In der Spielsaison 2019/20 gab er am Landestheater Niederösterreich die Brunhild in den Nibelungen. Bei den Sommerspielen Perchtoldsdorf 2020 spielte er an der Seite von Lena Kalisch als Julia die Rolle des Romeos in Romeo und Julia.

### Film und Fernsehen
In der ORF-Fernsehserie Letzter Wille war er 2020 in einer wiederkehrenden Nebenrolle als Kunststudent Hase zu sehen. Im Sommer 2021 stand er für Dreharbeiten zum Biopic Alma und Oskar von Dieter Berner vor der Kamera, in dem er an der Seite von Emily Cox als Alma Mahler die männliche Hauptrolle als Oskar Kokoschka verkörperte. Im Herbst 2022 drehte er für die Verfilmung des Romanes Jakobs Ross von Silvia Tschui, in dem er den Rossknecht Jakob spielte. Im Folgejahr stand er für Dreharbeiten zu Die Abenteuer der Lausitzerin Wilma von Maren-Kea Freese als Anatol vor der Kamera.
In der Folge Was ist das für eine Welt der Krimi-Reihe Tatort übernahm er unter der Regie von Evi Romen eine Episodenhauptrolle als Arnold Cistota.

## Filmografie (Auswahl)
- 2016: Das Sacher (Fernsehzweiteiler)
- 2017: SOKO Kitzbühel – Liebe bringt den Tod (Fernsehserie)
- 2017: Licht (Kinofilm)
- 2017: Universum History: Die Akte Nero (Fernsehserie)
- 2015: SOKO Donau – Der Kronzeuge (Fernsehserie)
- 2018: Am Himmel (Kurzfilm)
- 2018: SOKO Donau – Tod im Taxi (Fernsehserie)
- 2018: CopStories – Herzkönig (Fernsehserie)
- 2020: Letzter Wille (Fernsehserie)
- 2021: Vagabond (Kurzfilm)
- 2022: Alma und Oskar (Kinofilm)
- 2023: Tatort: Was ist das für eine Welt (Fernsehreihe)
- 2024: Jakobs Ross (Kinofilm)
- 2024: Die Fälle der Gerti B. (Fernsehserie)
- 2025: Wilma will mehr (Kinofilm)

## Auszeichnungen und Nominierungen
- 2024: Österreichischer Filmpreis 2024 – Nominierung in der Kategorie Beste männliche Hauptrolle für Alma und Oskar[13]